# Cathédrale de Penne
La cathédrale de Penne est une église catholique romaine de Penne, en Italie. Il s'agit d'une cocathédrale de l'archidiocèse de Pescara-Penne.